# Lazarus Fuchs
Lazarus Immanuel Fuchs (Mosina, 5 de maio de 1833 — Berlim, 28 de abril de 1902) foi um matemático alemão que contribuiu com importantes pesquisas no campo das equações diferenciais lineares. 

## Vida
Nasceu em Mosina, localizada no Grão-Ducado da Posnânia e morreu em Berlim, Alemanha. Foi enterrado em Schöneberg e foi enterrado diretamente no Alter St.-Matthäus-Kirchhof Berlin. Seu túmulo se encontra no setor H, onde é preservado e caracterizado como túmulo de honra do Estado de Berlim. 
Grupos e funções fuchsianas foram nomeadas a partir dele, assim como Picard-Fuchs equation. A singularidade matemática de uma equação diferencial linear
{\displaystyle y\prime \prime +p(x)y\prime +q(x)y=0}
é chamada de Fuchsiana se p e q forem uma função meromorfa em volta do ponto a, e tenham polos de ordem 1 e 2, respectivamente. De acordo como Teorema de Fuchs, essa condição é necessária e suficiente para a regularidade do ponto singular, isto é, para garantir a existência de duas soluções lineares independentes da forma
{\displaystyle y_{j}=\sum _{n=0}^{\infty }a_{j,n}(x-x_{0})^{n+\sigma },a_{0}\neq 0j=1,2.}
onde o expoente {\displaystyle \sigma _{j}}pode ser determinado pela equação. Nesse caso quando {\displaystyle \sigma _{1}-\sigma _{2}}é um número inteiro, essa fórmula deve ser modificada.
Outro resultado bem conhecido de Fuchs é a Condição de Fuchs, as condições necessárias e suficientes para a equação diferencial não-linear da forma

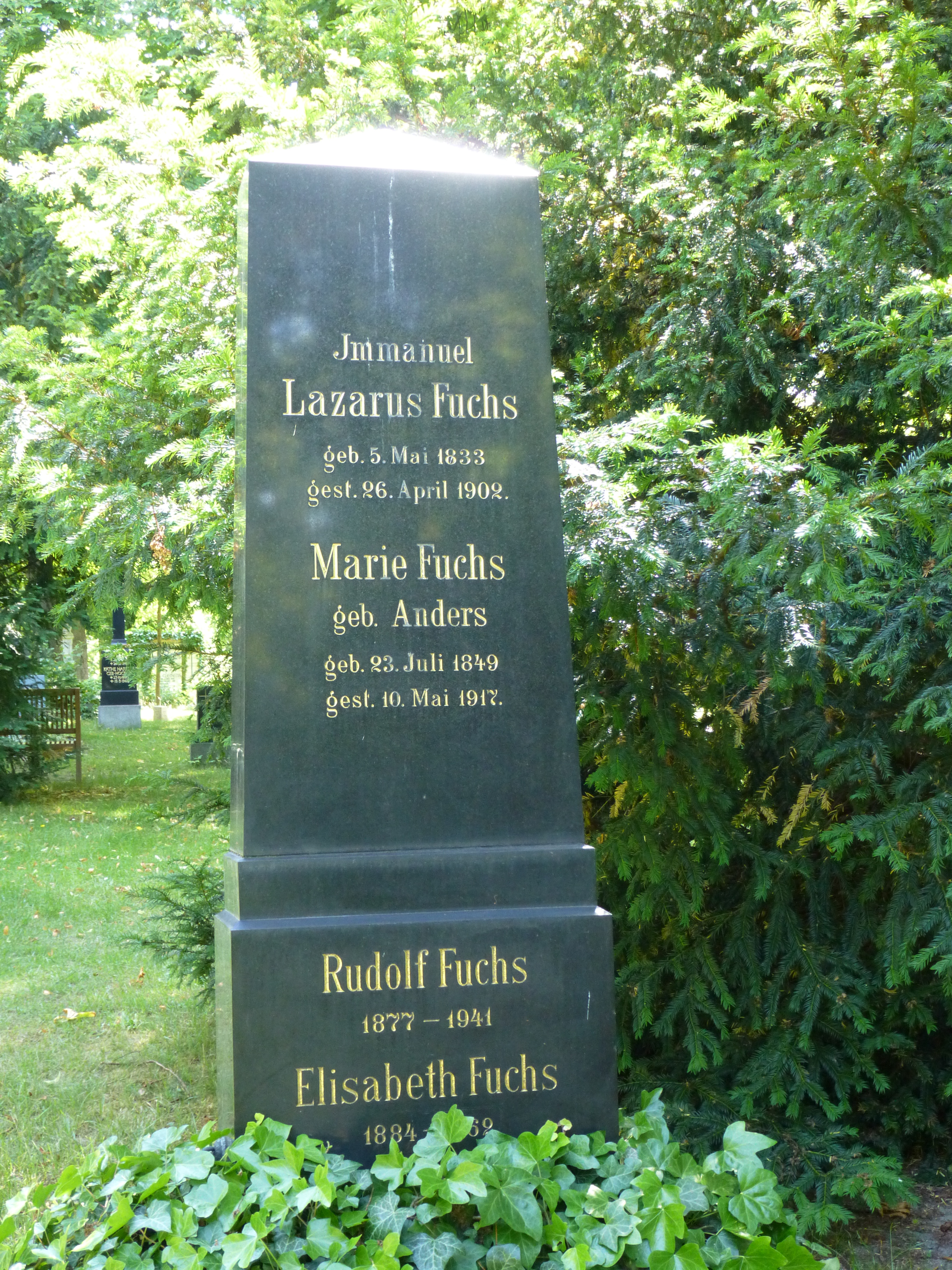
Sepultura de Lazarus Fuchs no Alter St.-Matthäus-Kirchhof Berlin

{\displaystyle F{\Biggl (}{dy \over dz},y,z{\Biggr )}=0}
ser livre de singularidades móveis.

## Obras selecionadas
- De superficierum lineis curvaturae. Dissertation, Universität Berlin, 1858 (online)
- Über Funktionen zweier Variabeln, welche durch Umkehrung der Integrale zweier gegebener Funktionen entstehen, Göttingen, 1881
- Zur Theorie der linearen Differentialgleichungen, Berlim, 1901
- Gesammelte Werke, editado por Richard Fuchs e Ludwig Schlesinger, 3 volumes. Berlim, 1904-1909